# Після ванни, Жінка сушить себе
«Після ванни. Жінка сушить себе» — пастельний малюнок французьуого художника Едґара Деґа, створений між 1890 та 1895 роками. Малюнок був у збірці Національної галереї Лондона з 1959 року. Ця робота є частиною серії малюнків, попередніх ескізів та завершених робіт в пастелі та маслах, у період, коли були намальовані жінки, які приймають ванну.

## Художня робота

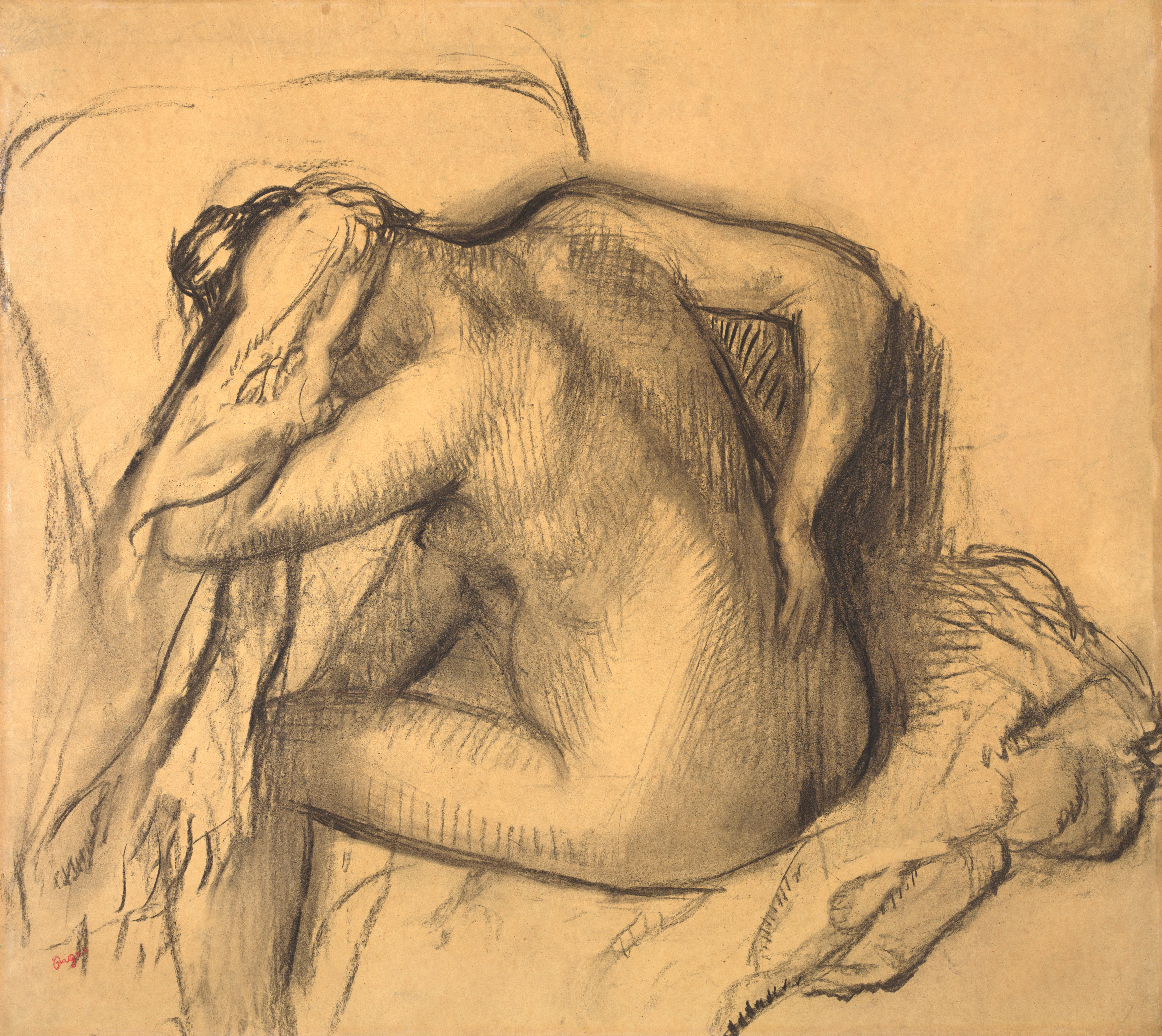
Після ванни, Жінка сушить волосся

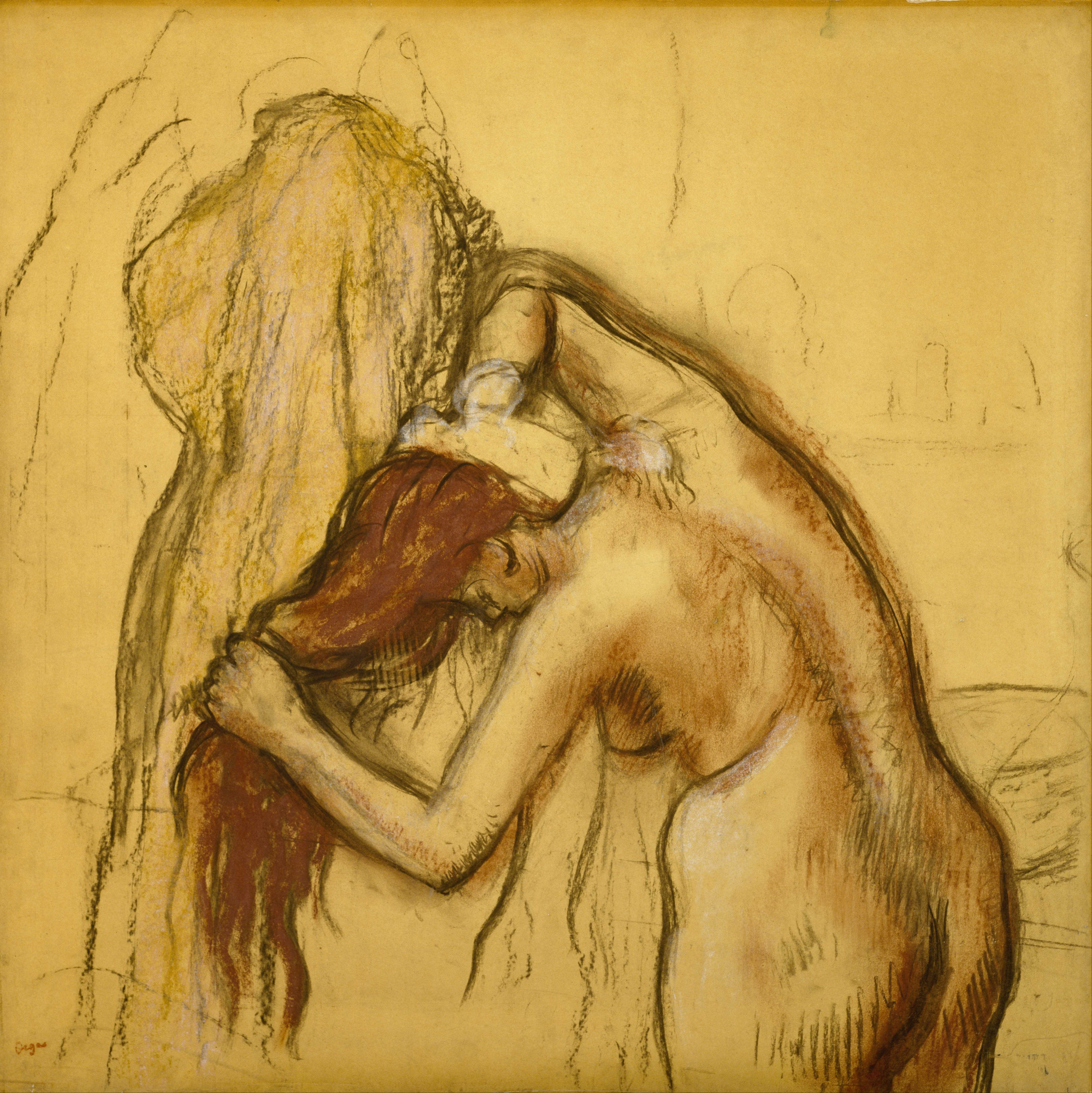
Жінка сушить себе

Робота зображує повернену спиною до глядача жінку, яка сидить на білих рушниках, розкиданих по плетеному стільці. ЇЇ тіло вигнуте та злегка скручене, створюючи напругу в її спині, таким чином підкреслюючи глибоку лінію її хребта. Однією рукою сушить шию рушником, очевидно, після того, як вийшла з ванної кімнати. Інша ж рука тримається за стілець. Простір визначається вертикальними та діагональними лініями.
Малюнок був намальований на кількох шматках паперу, які були прикріплені на картон. Можливо, Деґа спочатку працював з меншою композицією, яку він розширив в процесі роботи, потребуючи більше паперу. Інтенсивно нанесена пастель створює глибокі текстури і розмиті контури та підкреслює рух фігури. Розмір картини 103,5 × 98,5 см .

## Історія

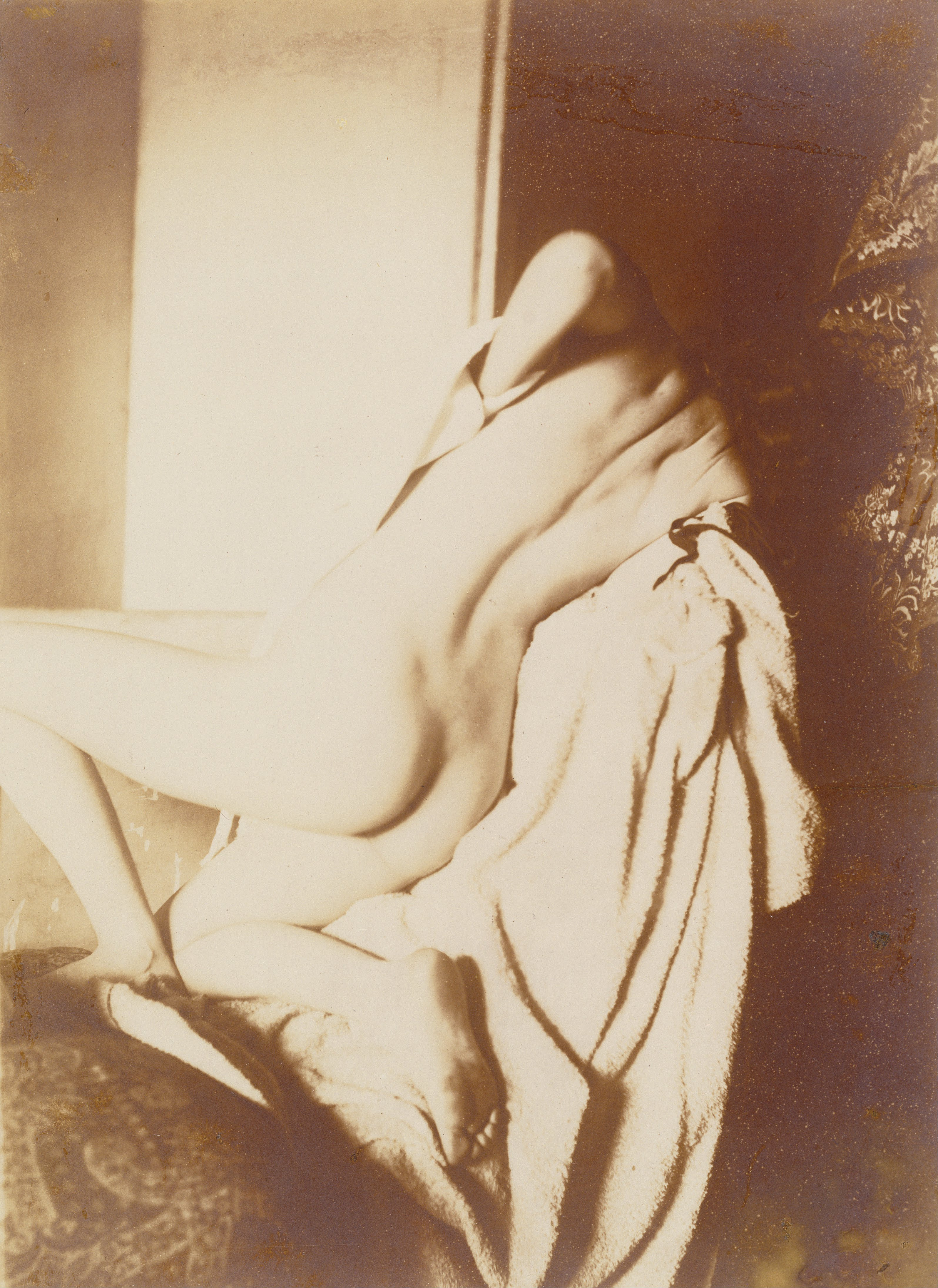
Після ванни, Жінка сушить спину (1896) (Музей Дж. Пола Гетті)

Едґар Деґа часто використовував фотографії та ескізи, щоб вивчити світло та композицію для його картин. Робота є частиною серії фотографій, ескізів та завершених робіт з пастелі та масел цього періоду. У серії зображені жінки які танцюють або приймають ванну , деякі картини зображують їх в незручних та неприродних позах. Розповідаючи про ці роботи, Деґа сказав, що має намір викликати у глядача відчуття: «ніби глядач підглядаєш крізь дверний замок». У 1886 році на останній виставці імпресіоністів було включено багато його робіт, а саме, оголених жінок які приймають ванну.
Тео Ван Гог виставив дев'ять пастельних картин жінок у ванні у Галереї Буассон і Валадоні в 1888 році. Ця картина була виставлена у Галереї Лефевр в 1950 році та була придбана для колекції в Національну галерею в Лондоні в 1959 році.

Інші приклади
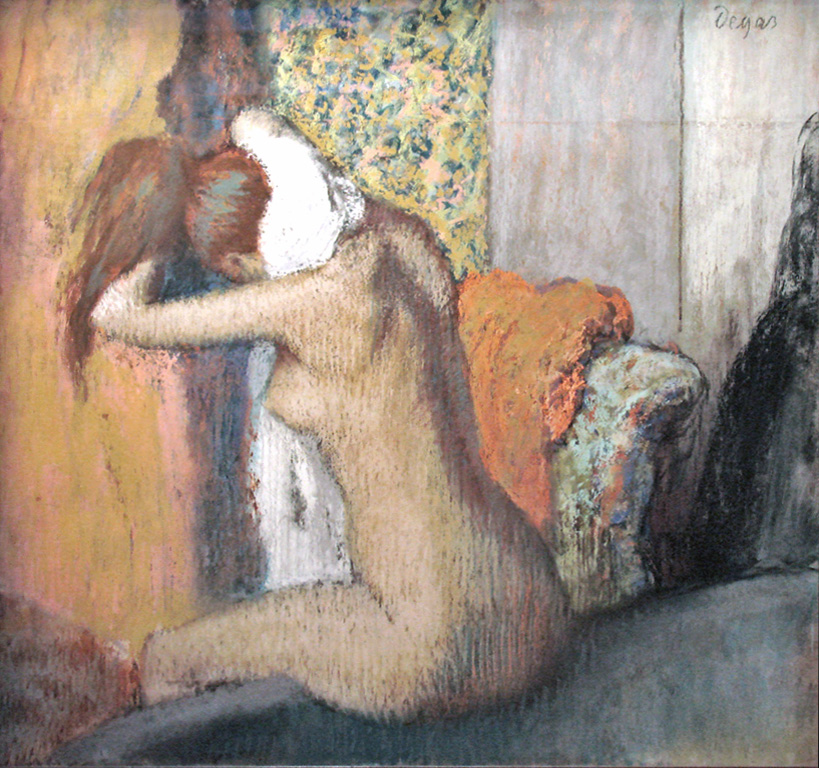
Після ванни, Жінка сушить шию (1895-98) (Музей д'Орсе, Париж)
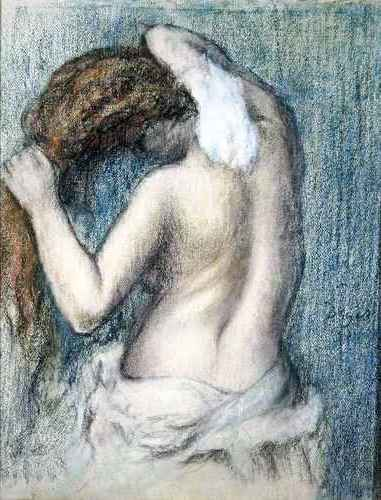
Жіноче купання
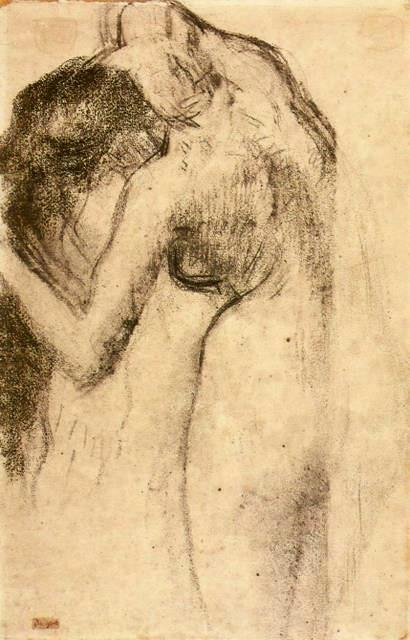
Оголена
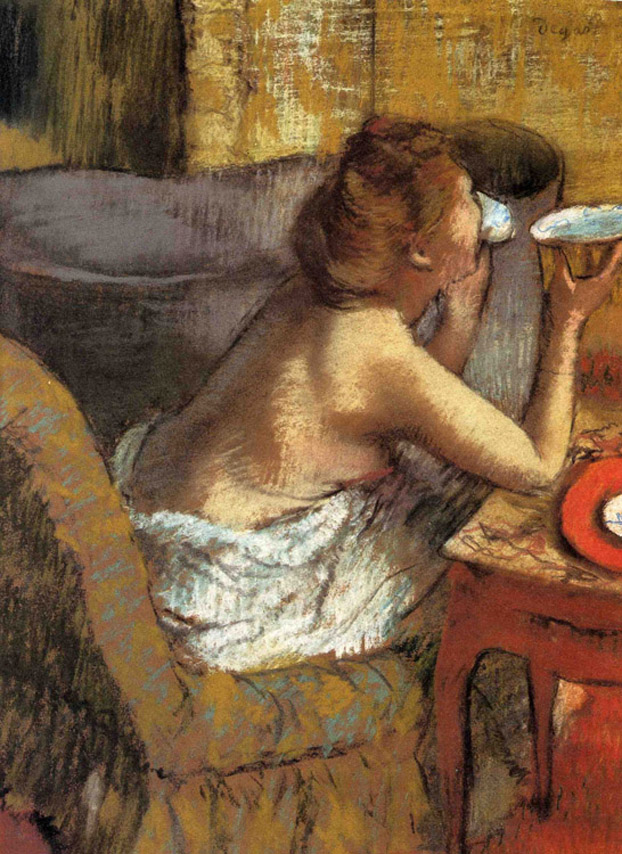
Сніданок після ванни
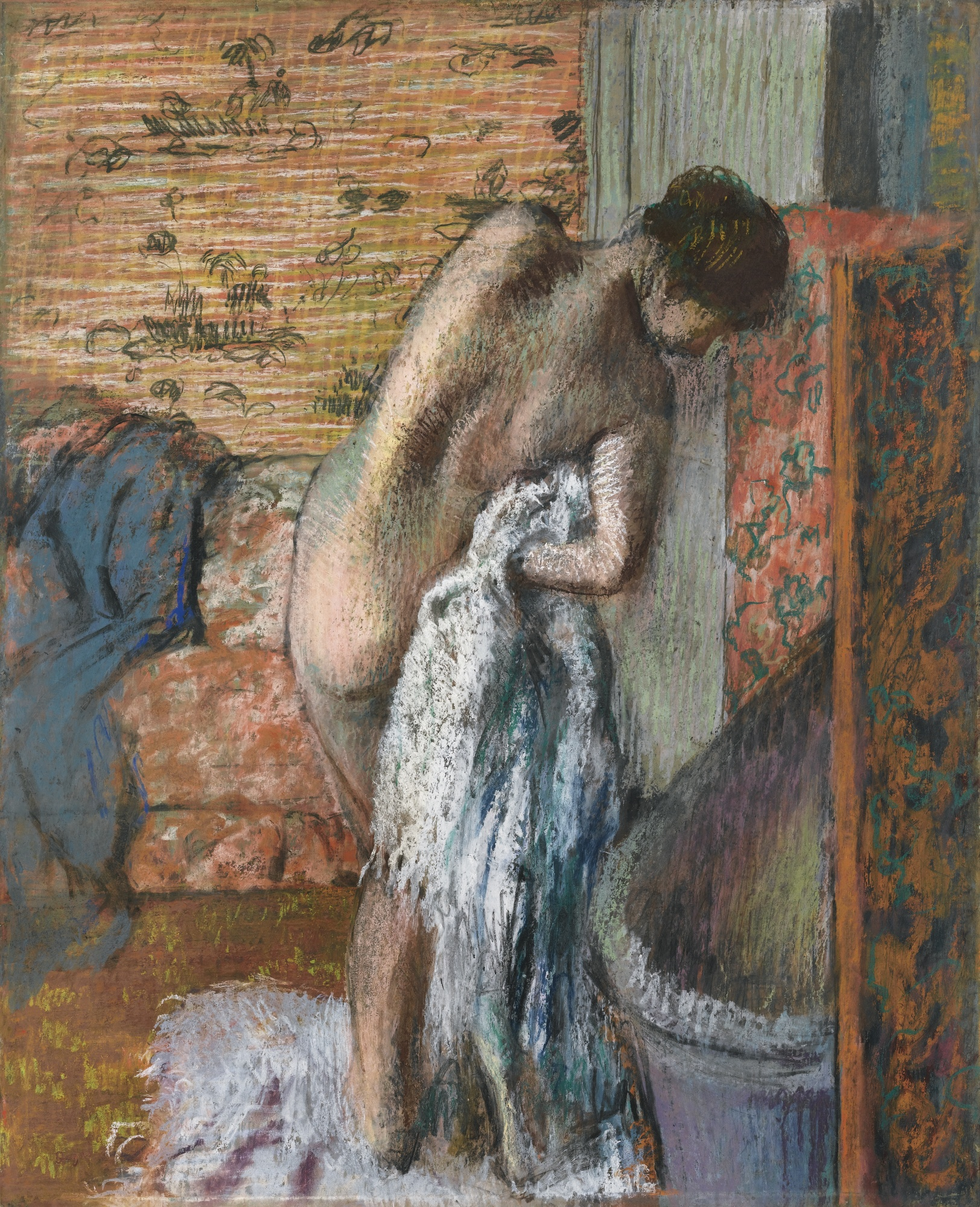
Після ванни, пастель
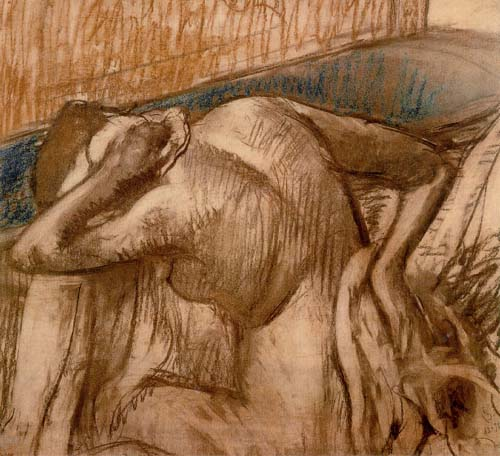
Після ванни, пастель та вугілля на папері.

## Вплив
Робота значною мірою вплинула на Френсіса Бекона, найбільш помітно у його триптихах « Три фігури в кімнаті» (1964, «Центр Помпіду», Париж) та « Три дослідження чоловічої спини»  (1970, Кунстхаус Цюрих). Галерея «Тейт» каже: «Для Бекона це дійсно було щось
на кшталт талісмана». Він уособлював підхід Деґа до великої одержимості, яку обидва художники розділяли з пластикою тіла, його потенціал для найрізноманітніших форм артикуляції, в русі і тиші.. ". Робота була однією з трьох центральних ню картин, вибраних Бейконом на його виставці «Вибір художника» в Національній галереї у 1985 році, та була ілюстрована, між картиною Веласкеса «Венера із дзеркалом» і  картиною Мікеланджело « »"Покладення Христа до гробу""
. Мистецтвознавець і куратор Майкл Пеппаят цитував Бекона таким чином: "Я люблю Деґа. Я думаю, що його пастелі є одними з найцініших речей, коли-небудь створених. Я думаю, що вони набагато величніші за його картини "

## Малярні матеріали
Аналіз матеріалів для живопису описаний у книзі Бомфорда та ін. Деґа використовував безліч комерційних пастельних олівців, більшість з яких складалися з декількох окремих пігментів. Переважними пігментами в цьому живописі є прусська блакить, кадмієві пігменти та вохра .